# Millwall Lionesses Ladies Football Club
 (juin 2019).
Maillots

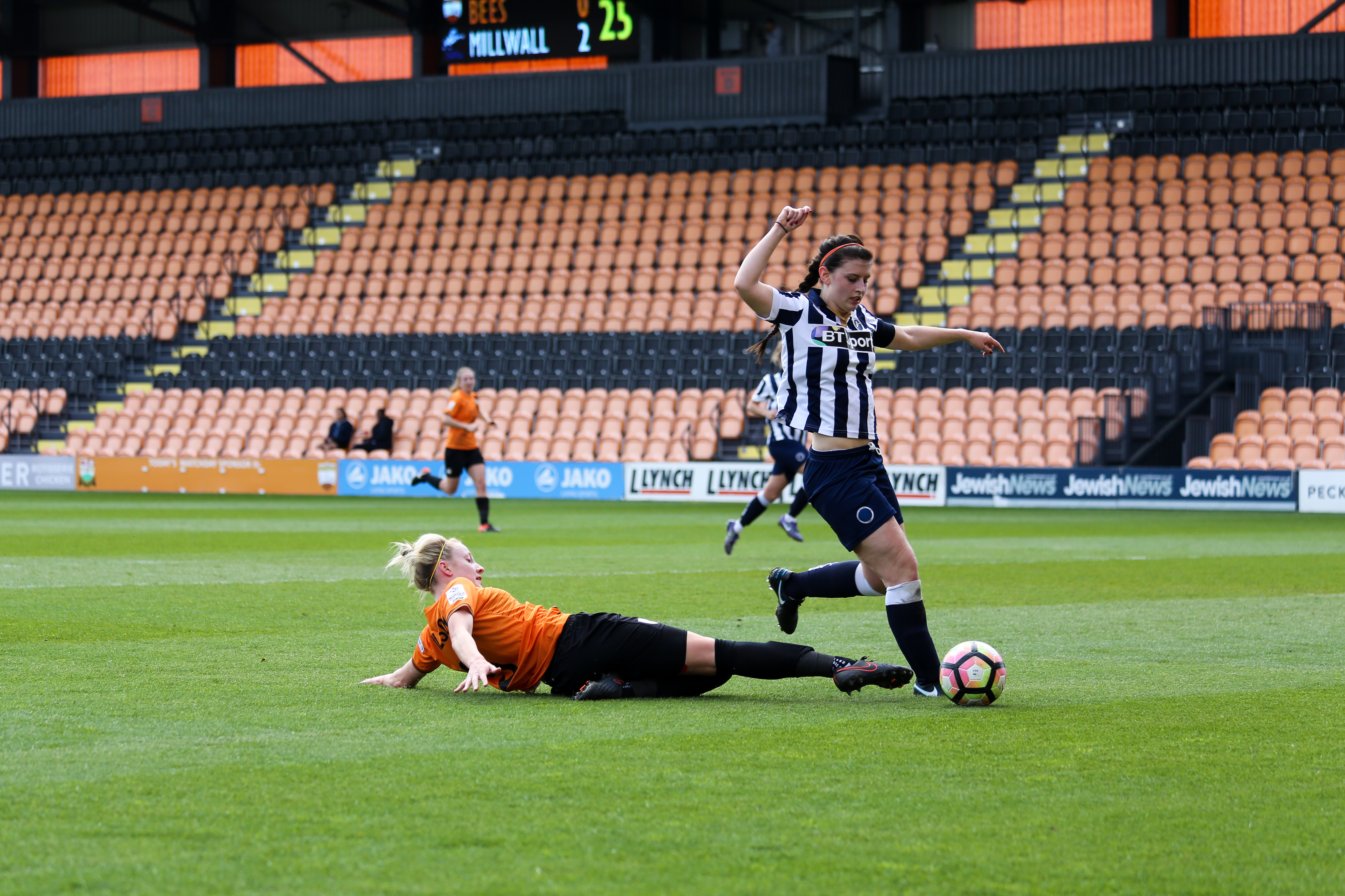
Durant un match avec les London Bees. Avril 2017.

Le Millwall Lionesses Ladies Football Club est un club anglais de football fondé en 1971.
Le club est affilié au club du Millwall Football Club.

## Histoire
Le Millwall Lionesses LFC est fondé en 1971 et est le premier club de football féminin affilié à un club de football masculin, le Millwall FC. Le club gagne des trophées régionaux dans les années 1970 et 1980, les compétitions nationales étant inexistantes. En 1991, les Lionesses remportent la Coupe d'Angleterre de football féminin en battant en finale les Doncaster Belles par un but à zéro. L'année suivante, elles sont défaites par l'Arsenal LFC en finale de la Coupe de la Ligue anglaise de football féminin sur le score d'un but à zéro. En 1997, Millwall réussit le doublé Coupe d'Angleterre-Coupe de la Ligue en battant respectivement Wembley sur le score de 1-0 et l'Everton LFC sur le score de deux buts à un.
Le 18 juillet 2017, Disney s'associe au club des Millwall Lionesses Ladies pour promouvoir le football féminin au Royaume-Uni

## Palmarès
- Coupe d'Angleterre
  - Vainqueur : 1991 et 1997.
- Coupe de la Ligue (Premier League)
  - Vainqueur : 1997
  - Finaliste : 1992

- Coupe de la Ligue 2 (Super League 2)
  - Troisième place: saison 2017/2018